# 华台吉
华台吉（1524年—？），又作诺木塔尔尼郭斡台吉，汉文史籍简称华台吉、花台吉，孛儿只斤氏。16世纪蒙古右翼鄂尔多斯部領主，达延汗第三子巴尔斯博罗特之孙，衮必里克墨尔根的第四子。
华台吉率领右翼巴苏特卫新，是后世的鄂尔多斯右翼前旗始祖。驻牧于榆林以西边外（今内蒙古自治区乌审旗一带）与花马池一带。
他有四个儿子：
- 切尽黄台吉（库图克台彻辰鸿台吉）
  - 打儿汗把都儿台吉（鄂勒哲伊勒都齐达尔罕巴图尔）
    - 巴图台吉
      - 萨冈彻辰洪台吉
- 合罗赤台吉（布延达喇郭拉齐巴图尔）
  - 莽固斯额尔德尼郭拉齐
- 青把都儿台吉（赛音达喇青巴图尔）
- 那木大台吉（阿穆岱墨尔根台吉）
  - 图垒古拉齐

清代的伊克昭盟盟长喇什色楞、巴达尔呼、察克都尔色楞是他的后裔。